# Don Giovanni
Don Giovanni, vollständig Il dissoluto punito ossia Il Don Giovanni (‚Der bestrafte Wüstling oder Don Giovanni‘), KV 527, ist ein Dramma giocoso in zwei Akten von Wolfgang Amadeus Mozart nach einem Libretto von Lorenzo Da Ponte. Die Oper zählt zu den Meisterwerken der Gattung. Das vielfach dargestellte Don-Juan-Thema wurde durch Mozarts und Da Pontes Interpretation zum Archetypus, mit dem sich Persönlichkeiten der europäischen Kulturgeschichte von E. T. A. Hoffmann bis Søren Kierkegaard neu auseinandersetzten.

## Orchesterbesetzung
Das Orchester besteht nach der Neuen Mozart-Ausgabe aus zwei Flöten, zwei Oboen, zwei Klarinetten, zwei Fagotten, zwei Hörnern, zwei Trompeten („Clarini“), drei Posaunen (in einem Rezitativ und im Finale des zweiten Aktes), Pauken, Mandoline (in einer Arie), Streichern sowie Basso continuo (Cembalo und Violoncello) in den Rezitativen.
Im Finale des ersten und des zweiten Aktes ist jeweils Bühnenmusik vorgeschrieben:
- Finale des ersten Akts:
  - Orchester I: zwei Oboen, zwei Hörner, Streicher ohne Violoncello
  - Orchester II: Violinen, Bass
  - Orchester III: Violinen, Bass
- Finale des zweiten Akts: zwei Oboen, zwei Klarinetten, zwei Fagotte, zwei Hörner, Violoncello

Als früher Musikdruck erschien die Ouvertüre 1790 durch den Musikverleger Heinrich Philipp Boßler.

## Handlung

### 1. Akt
Garten. Nacht. – Der Diener Leporello hält Wache vor dem Haus, in das Don Giovanni geschlichen ist, um Donna Anna zu verführen, die Verlobte von Ottavio (Introduktion: Notte e giorno faticar). Don Giovanni stürzt aus dem Haus, verfolgt von Donna Anna. Sie will den Davoneilenden aufhalten, will wissen, wer er ist, und schreit um Hilfe. Als ihr Vater, der Komtur, erscheint, rennt sie ins Haus. Der Komtur erzwingt ein Duell und wird von Don Giovanni erstochen. Anna entdeckt den toten Vater, ist bestürzt, und Ottavio schwört Rache (Rezitativ: Ma qual mai s’offre, o Dei; Duett: Fuggi, crudele, fuggi).
Nacht. Straße. – Don Giovanni und Leporello treten auf (Rezitativ: Orsù, spicciati presto. Cosa vuoi?). Elvira, eine seiner verlassenen Geliebten, erscheint. Don Giovanni erkennt sie nicht und versucht, sich mit ihr bekannt zu machen (Terzett: Ah, chi mi dice mai; Rezitativ: Stelle! che vedo!). Als Don Giovanni merkt, wen er vor sich hat, schiebt er Leporello nach vorne und flieht. Leporello bemüht sich, Elvira zu trösten, indem er eine Liste mit Don Giovannis Liebschaften entrollt (Registerarie: Madamina, il catalogo è questo). Elvira schwört Rache (Rezitativ: In questa forma dunque).
Als sie gegangen sind, betritt eine bäuerliche Hochzeitsgesellschaft mit dem Brautpaar Masetto und Zerlina die Szene (Duett und Chor: Giovinette che fate all’amore). Don Giovanni sieht Zerlina, die ihm gefällt, und er versucht, den misstrauischen Masetto wegzulocken (Rezitativ: Oh guarda, che bella gioventù; Arie des Masetto: Ho capito, signor sì!). Don Giovanni und Zerlina sind bald allein, und er beginnt sie zu umwerben (Rezitativ: Alfin siam liberati; Duett: Là ci darem la mano – Reich mir die Hand, mein Leben), und Zerlina lässt sich bereitwillig verführen. Elvira kommt hinzu, aber Don Giovanni beantwortet ihre Vorwürfe, indem er Ottavio und Anna andeutet, dass beide, Zerlina und Elvira, geistesgestört seien (Rezitativ: Fermati, scellerato! Arie der Elvira:  Ah, fuggi il traditor; Rezitativ, Ottavio und Anna: Oh, Don Giovanni; Quartett, Elvira, Ottavio, Anna, Don Giovanni: Non ti fidar, o misera). Anna glaubt, in Don Giovanni den Mörder ihres Vaters zu erkennen, und Ottavio entschließt sich, ihn zu beobachten (Rezitativ: Don Ottavio, son morta; Arie der Anna: Or sai chi l’onore und des Ottavio Dalla sua pace la mia dipende). Leporello unterrichtet Don Giovanni, dass alle Gäste der Hochzeit im Haus seien, er Beschäftigung für Masetto gefunden habe, dass die Rückkehr von Zerlina aber alles verdorben habe. Elvira habe er in einen leeren Raum gesperrt.

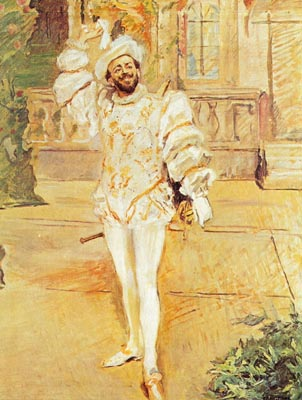
Max Slevogt: Champagnerarie mit Francisco d’Andrade, 1902

Don Giovanni ist ausgesprochen vergnügt (sogenannte „Champagnerarie“: Finch’han dal vino, calda la testa) sitzt an der Speisetafel und lässt sich von Leporello bedienen.
Garten mit zwei von außen verschlossenen Türen. – Zerlina folgt dem eifersüchtigen Masetto und versucht, ihn zu besänftigen (Rezitativ und Arie: Batti, batti, o bel Masetto). Don Giovanni führt beide ins Brautzimmer. Leporello lädt zum Fest drei Maskierte ein, Elvira, Ottavio und Anna (Sextett: Sù! svegliatevi da bravi).
Erleuchteter Saal, der für einen großen Ball vorbereitet ist. –
Nach der Einführung durch Don Giovanni und Leporello (Riposate, vezzose ragazze) erklingen in einem kunstvollen Satz gleichzeitig Menuett, Kontratanz und Deutscher Tanz. Don Giovanni führt Zerlina weg, während Leporello Masettos Aufmerksamkeit fesselt. Als Zerlinas Hilfeschrei zu hören ist, spielt Don Giovanni eine Komödie, indem er auf Leporello zustürzt und ihn der Verführung Zerlinas anklagt. Da ihm niemand glaubt und er angegriffen wird, kämpft er sich den Weg durch die Menge frei (Schlussszene: Trema, trema, o scellerato).

### 2. Akt
Straße. – Don Giovanni beruhigt Leporello und tauscht Mantel und Hut mit ihm (Duett: Eh via, buffone, non mi seccar). Leporello wird gezwungen, eine Botschaft zu Elvira zu bringen (Terzett, Elvira, Leporello, Don Giovanni: Ah taci, ingiusto core). Danach singt Don Giovanni dem Mädchen eine Serenade (Deh, vieni alla finestra, o mio tesoro).
Von Masetto und seinen Freunden überrascht, flieht der falsche Leporello und verprügelt Zerlinas Bräutigam (Rezitativ und Arie: Metà di voi qua vadano). Zerlina tritt auf und stößt auf Masetto (Arie: Vedrai, carino, se sei buonino).
Dunkler, im Erdgeschoss gelegener Vorhof mit drei Türen im Haus der Donna Anna. – Zu Elvira kommen Ottavio, Anna, Masetto und Zerlina, die den falschen Don Giovanni demaskieren. Es wird mehr und mehr zur Gewissheit, dass der wirkliche Don Giovanni der Mörder des Komturs ist (Sextett: Sola, sola in buio loco). Dem enttarnten Leporello, der seine Unschuld beteuert, gelingt schließlich die Flucht. In einer Arie beklagt Ottavio erneut das Schicksal seiner Braut (Il mio tesoro intanto). Leporello wird wieder eingefangen und von Zerlina an einen Stuhl gefesselt, bis es ihm schließlich gelingt, sich zu befreien. (Diese für die Wiener Aufführungsserie komponierte Szene wird im Gegensatz zu den anderen neu eingefügten Teilen heute in der Regel ausgelassen. Auch auf Schallplatteneinspielungen fehlt diese komödiantisch-burleske Szene in der Regel.)
Geschlossener Platz in Form eines Grabmals. Verschiedene Reiterstatuen, Statue des Komturs. – Leporello berichtet Don Giovanni, was geschehen ist. Eine Stimme von der Statue befiehlt dem Wüstling, still zu sein; auf Befehl Don Giovannis liest Leporello die Inschrift auf dem Sockel: Dell’empio che mi trasse al passo, estremo qui attendo la vendetta. – Hier erwarte ich die Rache an dem Gottlosen, der mich erschlug. Der Diener erzittert, aber der unverfrorene Don Giovanni lädt voller Ironie die Statue zum Abendessen ein (Duett: O statua gentilissima – Oh edelste Statue). Die Statue nickt und antwortet: „Sì – Ja.“
Dunkles Zimmer. – Ottavio macht Donna Anna Vorwürfe, weil sie die Hochzeit verschoben hat (Rezitativ: Crudele? Ah no, giammai mio ben).

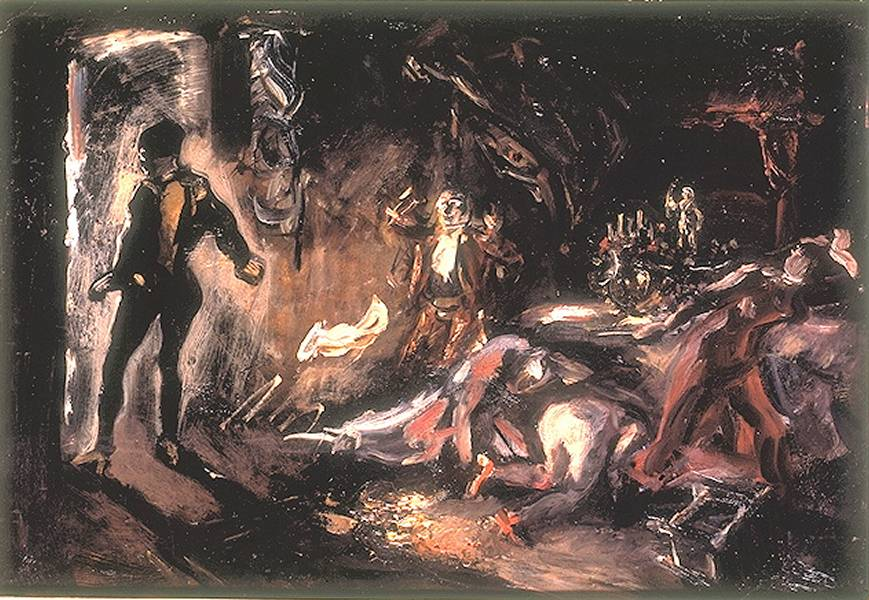
Max Slevogt: Don Giovannis Begegnung mit dem steinernen Gast, 1906

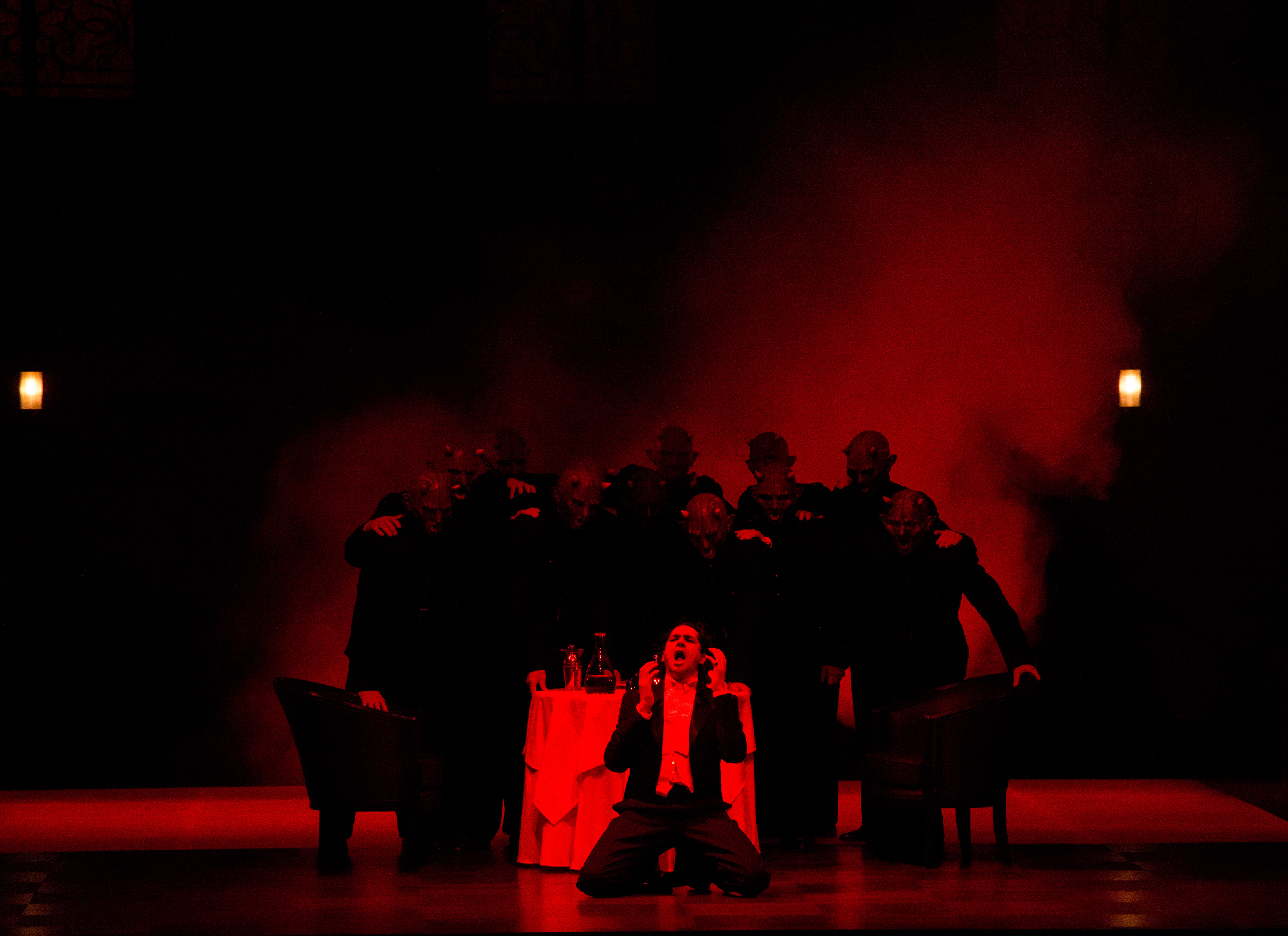
Giovannis Höllenfahrt, mit Ildebrando D’Arcangelo, Salzburger Festspiele 2014

Saal mit einem gedeckten Tisch. – (Finale: Già la mensa è preparata – Der Tisch ist schon gedeckt.) Elvira tritt ein in der Hoffnung, Don Giovanni zur Reue zu bewegen (L’ultima prova dell’amor mio – Der letzte Beweis meiner Liebe). Kurz nachdem sie abgegangen ist, hört man sie schreien. Giovanni schickt Leporello nach draußen, um nachzusehen, was geschehen ist. Auch Leporello schreit und berichtet nach seiner Rückkehr, dass die Statue gekommen sei. Sie klopft an Giovannis Tür; er verlangt von Leporello, sie zu öffnen. Leporello kommt dem nicht nach, sondern versteckt sich unter dem Tisch, Giovanni öffnet selbst. Nun erscheint die Statue des Komturs und gibt an, Giovannis Einladung zum Essen gefolgt zu sein (Don Giovanni, a cenar teco m’invitasti, e son venuto – Don Giovanni, du hast mich eingeladen, mit dir zu speisen, und ich bin gekommen). Don Giovanni reagiert anfangs ungläubig, befiehlt jedoch schließlich Leporello, ein Gedeck aufzutragen. Die Statue dagegen meint, nicht wegen des Essens gekommen zu sein. Auf insistierende Nachfragen Giovannis will die Statue von ihm wissen, ob er mit ihr zum Essen komme. Trotz Leporellos Rat, die Einladung abzulehnen, sagt Don Giovanni zu und schlägt ein. Die Kälte der Hand, die ihm der Komtur reicht, lässt Giovanni aufschreien, und er wird aufgefordert, zu bereuen und sein Leben zu ändern. Don Giovanni lehnt dies wiederholt ab, und die Statue verkündet, seine Zeit sei abgelaufen, und geht ab. Flammen umschließen Don Giovanni, der meint, seine Seele zerreiße; unterirdische Chöre rufen, angesichts seiner Sünden sei dies wenig, und Leporello zeigt sich äußerst erschrocken. Schließlich wird Don Giovanni von der Erde verschlungen.
Alle übrigen Personen treten nun mit Gerichtsdienern auf und erkundigen sich bei Leporello nach dem Verbleib Don Giovannis. Gleichsam stichwortartig gibt dieser Auskunft. Danach bittet Don Ottavio seine Verlobte darum, ihn endlich zu heiraten, doch Donna Anna will noch ein Jahr, um sich zu beruhigen. Donna Elvira kündigt an, in ein Kloster zu gehen. Zerlina und Masetto gehen nach Hause, um zusammen mit Freunden zu essen, und Leporello will sich in einer Osteria einen besseren Herrn suchen. Am Schluss singen sie: Dies ist das Ende dessen, der Böses tut! Und der Tod der Hinterhältigen (Untreuen) gleicht stets ihrem Leben. – Questo è il fin di chi fa mal! E de’ perfidi la morte alla vita è sempre ugual! Die letzte Szene (Scena ultima), die dieses Ensemble enthält, wurde bis in die 1950er Jahre oft weggelassen (möglicherweise schon in der Wiener Aufführung von 1788, wofür, abgesehen vom Wiener Libretto, jedoch eindeutige Quellen fehlen), ist aber von Bedeutung für die Konzeption der Oper als Dramma giocoso, in der sich das Gute am Ende durchsetzt.

## Charakter der Oper

### Merkmale des Librettos
Don Giovanni wurde oft als die „Oper aller Opern“ bezeichnet. Es wurde viel darüber gestritten, ob – ausgehend von der Bezeichnung Dramma giocoso – Mozart hier in Abgrenzung von der Opera buffa eher ein musikalisches Drama angestrebt hat. Allerdings ist mittlerweile bekannt, dass es sich beim Begriff Dramma giocoso lediglich um die für Librettodrucke gebräuchliche Gattungsbezeichnung für komische Opern handelt. Mozart selbst hat Don Giovanni in sein eigenhändiges Werkverzeichnis jedenfalls als Opera buffa eingetragen. Don Giovanni geht von der Gattung der Opera buffa aus; so ist Leporello geradezu der Prototyp des feigen und gefräßigen, aber witzigen und schlagfertigen Dieners, also einer uralten Komödienfigur. Auch Zerlina und Masetto gehören der Welt der Opera buffa an. Das komödiantische Verkleidungs- und Täuschungsspiel – ebenfalls ein typisches Element der Opera buffa – ist hier gleichfalls zu finden. In Anlehnung an die Tradition der Opera semiseria, wie sie etwa in Mozarts La finta giardiniera gegeben ist, haben Mozart und Da Ponte aber auch halbernste (Donna Elvira, Don Giovanni) und ernste (Donna Anna, Don Ottavio) Partien vorgesehen. Anders als in den meisten anderen Don-Juan-Opern des 18. Jahrhunderts endet die Oper – zumindest formal – mit einem lieto fine, einem guten Ausgang.
Da Ponte hielt sich zu Beginn des ersten Akts eng an den Handlungsgang von Giovanni Bertatis Libretto. Neu führte er dagegen die Szenen von der Kirchhofszene des ersten Aktes (Szenen 13 bis 20) bis zur Kirchhofszene im zweiten Akt (Szene 11) ein. Danach gleicht die Oper wieder dem Handlungsfortgang von Bertatis Einakter. Da Ponte löste sich in seiner Bearbeitung von der traditionellen Darstellungsform, strich zwei Rollen und baute stattdessen die Rolle der Anna und der Elvira stärker aus. Unverändert zu den vorherigen Bearbeitungen des Don-Juan-Themas liegen die dramatischen Schwerpunkte zu Beginn der Oper, wenn Don Giovanni den Komtur tötet, und am Ende, wenn er für seine Taten bestraft wird.
Anders als bei den Vorläufern haben die Arien ein größeres Gewicht. Sie sind Ausgangspunkt der Handlung. Aus diesem Grund schließen Mozartforscher wie Stefan Kunze, dass Mozart wesentlichen Anteil an der Gestaltung des Librettos hatte.
Im 18. Jahrhundert erfreute sich nach ihrer Wiederentdeckung die Lyrik des antiken griechischen Dichters Anakreon einschließlich der viel später entstandenen Anakreonteia, die ebenfalls als Werke Anakreons galten, großer Beliebtheit (siehe Anakreontik). Im Zuge dieser Modeströmung gestalteten Giovanni Bertati und nach dessen Vorbild Lorenzo da Ponte die Texte je einer Arie in den Don-Giovanni-Opern von Giuseppe Gazzaniga und Mozart (beide 1787 uraufgeführt). Wie das antike Gedicht Nr. 14 der Carmina Anacreontea enthalten auch die Arie des Pasquariello und die Registerarie des Leporello statistische Aufzählungen der (namenlosen) Geliebten aus zahlreichen Städten und Ländern. Das damalige Publikum wird die Anspielung als solche erkannt haben.

### Musik
Don Giovanni ist nach Le nozze di Figaro Mozarts zweite gemeinsame Arbeit mit Lorenzo Da Ponte. Die Komposition knüpft in ihrer konzentrierten, eindringlichen und beherrschten Musiksprache, ihrer raffinierten Instrumentation und der psychologisch-dramaturgischen Charakterzeichnung an die Musik des Figaro an. Was sie von der Musik des Figaro unterscheidet, ist ein – dem Stoff geschuldeter – düsterer, dramatischer, leidenschaftlicher Grundton. Schon die Ouvertüre beginnt, sehr ungewöhnlich für eine Opera buffa, in einer Moll-Tonart (d-Moll). Das 19. Jahrhundert liebte gerade diesen als „dämonisch“ angesehenen Grundton der Don-Giovanni-Musik. Mozart knüpft hier einerseits an eigene Instrumentalwerke wie das Klavierkonzert d-Moll KV 466 und die „Prager Sinfonie“ D-Dur KV 504 an, in denen schon ein ähnlicher Ton wie im Don Giovanni anklingt. Andererseits ist d-Moll durchaus traditionell für den Affekt der Rache und Vergeltung, wie beispielsweise auch in der Arie Der Hölle Rache kocht in meinem Herzen aus der Zauberflöte. An einer Stelle des Don Giovanni setzt Mozart außerdem einen chromatischen Quartfall ein. Er war in der damaligen musikalischen Rhetorik der Ausdruck der größtmöglichen Verzweiflung – für damalige Hörer, die diese Musikrhetorik verstanden, war damit deutlich, dass es sich bei der Oper um ein tragisches Musikdrama handelte. Kühne, teilweise gespenstische Modulationen weisen schon auf das 19. Jahrhundert voraus. Die Musik des Don Giovanni gehört zu jenen Kompositionen Mozarts, die eindrucksvoll die Legende vom heiteren, verspielten Götterliebling widerlegen.
Ungewöhnlich ist Mozarts Entscheidung, die Titelrolle des Don Giovanni für einen basso cantante zu komponieren. Traditioneller wäre gerade für eine Opera buffa eine Tenorrolle gewesen; diese hat aber Ottavio inne. Nikolaus Harnoncourt hat außerdem darauf hingewiesen, dass für diese Oper die Tempo-Dramaturgie entscheidend ist: Mozart sieht insgesamt vierzig verschiedene Tempi vor; an sechs entscheidenden Stellen ist Andante alla breve das von Mozart vorgegebene Tempo; damit beginnt die Oper, und zum letzten Mal wird es mit dem Wiedererscheinen des Komturs verwendet. Nach Harnoncourts Ansicht ist dies die Achse, auf der die Oper ruht und um die alle Tempi gruppiert sind.
Mozart führt im Don Giovanni Kompositionstechniken vor, die erst in polyrhythmischen Werken des 20. Jahrhunderts wieder auftauchen: Im Finale des ersten Aktes lässt er drei verschiedentaktige Tänze gleichzeitig erklingen; der Komtur singt bei seinem großen Auftritt im zweiten Finale eine Melodie, die nahezu eine Zwölfton-Komposition darstellt. (Hier knüpft Mozart allerdings auch an eine barocke Tradition an: Im Rezitativ „Alma del gran’ Pompeo“ aus Giulio Cesare benutzt Georg Friedrich Händel das Vagieren durch alle zwölf Tonarten des Quintenzirkels als Chiffre für die Vergänglichkeit des Lebens.) Der Komtur, der mit einem verminderten Septakkord im Orchester angekündigt wird, überschreitet das Maß des Gewöhnlichen durch große Tonsprünge und Lagenwechsel. Er wiederholt aber auch die eine Oktave umspannende Aufforderung der Anfangsszene (Battiti! – Schlage Dich!), jetzt allerdings mit den Worten Pentiti! – Bereue! Die Schlussszene zitiert überdies die Melodie der Szene des ersten Zweikampfs, die für den Komtur tödlich endet. Die Takte 166–173 der ersten Szene entsprechen den Takten 527–547 der Schlussszene.
In Mozarts Oper sind aber durchaus auch Anklänge an zeitgenössische Kompositionen zu hören. Der Auftritt Donna Annas in der ersten Szene ist deutlich inspiriert von der entsprechenden Stelle aus Giuseppe Gazzanigas ebenfalls 1787 uraufgeführter Don-Giovanni-Oper. Leporellos berühmte Registerarie erinnert in ihrer Grundstruktur an die Auftrittsarie des Figaro in Giovanni Paisiellos Il barbiere di Siviglia von 1782.
Als „Verbeugung“ vor dem ihm sehr gewogenen Prager Publikum und in einer gewissen heiteren Ironie bzw. Selbstironie zitiert Mozart in der Tafelmusik des zweiten Aktes aus drei damals populären Opern: Una cosa rara von Vicente Martín y Soler, Fra due litigante il terzo gode von Giuseppe Sarti und seiner eigenen, ein Jahr alten, in Wien uraufgeführten Oper Figaros Hochzeit (nämlich Figaros berühmte Arie Non piu andrai, farfallone amoroso, …, in der er den Pagen Cherubino verspottet. Leporello bemerkt daraufhin: „Die Musik kommt mir heut so bekannt vor“).
Für eine Wiederaufnahme des Don Giovanni in Wien 1788 nahm Mozart – auf Wunsch der Sänger – eine Umarbeitung vor. Im zweiten Akt wurden Leporellos Arie Ah pietà, signori miei (Nr. 20) und Don Ottavios Arie Il mio tesoro intanto (Nr. 21) gestrichen und durch eine neue Szene ersetzt, bestehend aus einem Duett Zerlina-Leporello Per queste tue manine KV 540b und einer Arie der Donna Elvira Mi tradì quell’alma ingrata KV 540c mit vorangestelltem großem Accompagnato-Rezitativ. Don Ottavio erhielt dafür im ersten Akt (also nicht an der Stelle der gestrichenen Arie) eine neu komponierte Arie Dalla sua pace KV 540a. Möglicherweise wurde auch mit der Streichung der letzten Szene der Oper experimentiert. Heute ist es generell üblich, beide Arien des Don Ottavio zu singen, ebenso die Arie des Leporello Ah pietà und die Arie der Donna Elvira Mi tradì, das Duett Zerlina-Leporello aber wegzulassen. Dies stellt freilich eine Mischform der Prager und der Wiener Fassung dar, die von Mozart so nie aufgeführt wurde und auch nie beabsichtigt war. Die Streichung der letzten Szene (nach Don Giovannis Höllenfahrt) wurde zwar von Gustav Mahler praktiziert und noch von Theodor W. Adorno gefordert, wird aber heute nicht mehr ernsthaft vertreten, wenngleich es nach wie vor Aufführungen ohne die Schlussszene gibt, so beispielsweise 2008 bei den Salzburger Festspielen.

## Geschichte

### Entstehungsgeschichte
Den Auftrag zur Komposition erhielt Mozart 1787 von dem Prager Impresario Pasquale Bondini, dessen Operngesellschaft Mozarts Figaro mit großem Erfolg aufgeführt hatte und der nun an diesen Erfolg anknüpfen wollte. Der Librettist der Oper, Da Ponte, hat später in seinen Memoiren behauptet, die Wahl des Stoffes habe Mozart ihm überlassen. Dies wird von der heutigen Mozartforschung jedoch als wenig glaubwürdig angesehen. Heute wird überwiegend von einer engen Zusammenarbeit von Da Ponte und Mozart ausgegangen.
Eine Oper mit dem Don-Juan-Thema lag nahe. Eine Reihe von italienischen Don-Juan-Opern war in den 1780er Jahren mit Erfolg aufgeführt worden. Mit dem Wunderglauben, den burlesken Szenen und der herausfordernden Unmoral war das Thema des Don Juan jedoch ein mehr dem volkstümlichen Stegreiftheater verbundenes Sujet. Eine Reihe von Elementen widersprach gängigen ästhetischen Anforderungen an ein Bühnenstück: Die dramatischen Handlungsschwerpunkte liegen zu Beginn – die Ermordung des Komturs – und am Ende, wenn Don Giovanni von der Statue des Komturs geholt wird. Die Handlung zwischen diesen zwei zentralen Szenen ist nur durch eine lose Kette verschiedener, oft burlesker Szenen verbunden.
Da Ponte und wahrscheinlich auch Mozart ließen sich bei der Verfassung des Textbuchs jedoch vor allem von einer im selben Jahr aufgeführten Don-Giovanni-Oper von Giuseppe Gazzaniga anregen. Diese basierte auf einem Text von Giovanni Bertati und hat im Gegensatz zu Mozarts Don Giovanni nur einen Akt.
Die Entstehungsgeschichte der Oper ist ansonsten weitgehend unbekannt. Mozart begann im Frühjahr 1787, vermutlich im März, an der Komposition zu arbeiten. Er beendete seine Arbeit Anfang Oktober in Prag, in der Vila Bertramka seiner Freunde Franz Xaver und Josepha Duschek.

### Uraufführung und Aufführungspraxis bis heute

Gräflich Nostitzsches Nationaltheater in Prag, heute: Ständetheater, um 1830

Ursprünglich sollte die Oper am 14. Oktober uraufgeführt werden. Anlass war die Durchreise von Maria Theresia Josepha von Österreich und ihrem Ehegatten, dem späteren Anton I. von Sachsen. Das Ensemble hatte jedoch Schwierigkeiten bei der Einstudierung, so dass der Termin der Uraufführung verschoben werden musste. Das fürstliche Paar bekam die ebenfalls von Mozart stammende Oper Le nozze di Figaro zu sehen.
In einem Brief an Gottfried Freiherrn von Jacquin vom 15. Oktober 1787 schrieb Mozart aus Prag darüber:

„Sie werden vermutlich glauben, daß nun meine Oper schon vorbey ist – doch da irren sie sich ein bischen; Erstens ist das hiesige theatralische Personale nicht so geschickt wie das zu Wien, um eine solche Oper in so kurzer Zeit einzustudieren. Zweitens fand ich bei meiner Ankunft so wenige Vorkehrungen und Anstalten, daß es eine blosse unmöglichkeit gewesen seyn würde, Sie am 14te als gestern zu geben; – Man gab also gestern bei ganz illuminirten Theater meinen Figaro, den ich selbst dirigierte.“

Die Oper wurde schließlich am 29. Oktober 1787 im Gräflich Nostitzschen Nationaltheater in Prag uraufgeführt.
Luigi Bassi sang den Don Giovanni, die übrigen Interpreten waren Teresa Saporiti (Donna Anna), Caterina Miceli (Donna Elvira), Antonio Baglioni (Don Ottavio), Caterina Saporiti Bondini (Zerlina), Felice Ponziani (Leporello) und Giuseppe Lolli (Masetto und Commendatore). Mozart selber berichtet in einem Brief vom 4. November nur, dass es lautesten beyfall gegeben habe.
Die Prager Oberpostamts-Zeitung  berichtet über die Uraufführung:

„Montags, den 29. wurde von der italienischen Operngesellschaft die mit Sehnsucht erwartete Oper des Meisters Mozart  D o n  G i o v a n n i  oder  D a s  S t e i n e r n e  G a s t m a h l  gegeben. Kenner und Tonkünstler sagen, daß zu Prag ihres Gleichen noch nicht aufgeführt worden. Hr. Mozart dirigierte selbst, und als er in’s Orchester trat, wurde ihm ein dreymaliger Jubel gegeben, welches auch bei seinem Austritte aus demselben geschah. Die Oper ist übrigens äußerst schwer zu exequiren und jeder bewundert dem ungeachtet die gute Vorstellung derselben nach so kurzer Studierzeit. Alles, Theater und Orchester bot seine Kräfte auf, Mozarden zum Danke mit guter Exequirung zu belohnen. Es werden auch sehr viele Kosten durch mehrere Chöre und die Dekorazion erfordert, was alles Herr Guardasoni hergestellt hat. Die außerordentliche Menge Zuschauer bürgen für allgemeinen Beifall.“

Die Oper wurde am 7. Mai 1788 auf ausdrücklichen Wunsch von Kaiser Joseph II. auch in Wien aufgeführt, mit Francesco Albertarelli als Don Giovanni, Aloisia Weber (Donna Anna), Caterina Cavalieri (Donna Elvira), Francesco Morella (Don Ottavio), Luisa Laschi Mombelli (Zerlina), Francesco Benucci (Leporello) und Francesco Bussani (Masetto).

Die sogenannte „Wiener Fassung“ (die sich von der Prager Fassung unterscheidet) wird von musikwissenschaftlicher Seite so charakterisiert, dass einerseits sowohl Eingriffe in die vorhandene Komposition vorgenommen wurden als auch durch Hinzufügung neuer und gleichzeitiges Streichen von Nummern der Uraufführungsversion der Charakter der Oper mehr zum Buffonesken hin verschoben wurde. Hinsichtlich einer eindeutigen Festlegung bzw. eines „experimentellen, variablen“ Charakters der Wiener Fassung wurde zwischen den Bandbearbeitern und den Herausgebern des Kritischen Berichts auf der einen Seite und der Forschungsgemeinschaft auf der anderen Seite eine mitunter kontroverse Diskussion geführt.
Die Oper wurde noch im 18. Jahrhundert mehrfach aufgeführt, die Musik durchweg positiv aufgenommen. Kritisiert wurde dagegen die Wahl des Stoffes. So bemängelte etwa die Zeitschrift Chronik in Berlin, dass der vortreffliche Mozart nicht sorgfältiger bei seiner Wahl war.
Während des 18. Jahrhunderts und zu Beginn des 19. Jahrhunderts wurde das Stück auf deutschen Bühnen überwiegend als Singspiel mit deutschen Texten und gesprochenen Dialogen aufgeführt. Die ersten Übersetzungen stammten von Heinrich Gottlieb Schmieder, Christian Gottlob Neefe und Friedrich Ludwig Schröder, allerdings war es die Textfassung von Friedrich Rochlitz, die bis um 1850 die am häufigsten verwendete war. Der Verzicht auf die rezitativische Verbindung ermöglichte es außerdem, andere Handlungsbestandteile, auch als zusätzliche Akte, oder Musik aus anderen Mozart-Opern einzuflechten. Diese Praxis war nicht nur auf die deutschsprachigen Bühnen beschränkt. In Paris brachte man die Oper als Fünfakter auf die Bühne, bei dem Dialoge aus Molières Don Juan eingeflochten waren.
Zur Interpretation des Don Giovanni als „mystisches Drama“ und Sittengemälde trug vor allem E.T.A. Hoffmanns 1813 erschienene Novelle Don Juan – eine fabelhafte Begebenheit, die sich mit einem reisenden Enthusiasten zugetragen bei. In Hoffmanns Erzählung steht die tragische Liebe der Anna im Mittelpunkt. Die zahlreichen danach erschienenen literarischen Bearbeitungen, darunter solche von Lord Byron, Alexander Puschkin, Nikolaus Lenau, Charles Baudelaire, Alfred de Musset und Christian Dietrich Grabbe, verbinden zunehmend Verdammung, Erlösung, Weltschmerz und Lebensüberdruss mit dem Don-Juan-Thema.
Vor diesem Hintergrund änderte sich auch die Inszenierungspraxis der Don-Giovanni-Oper. Die Bühnenbilder wurden üppiger; zunehmend wurde darauf verzichtet, die Oper in der Gegenwart entsprechenden Kostümen und Bühnenbildern zu zeigen. Max Slevogt inszenierte die Oper 1924 in einem üppigen Barockstil. Eine Inszenierung, bei der erneut das Mysteriendrama im Vordergrund stand, war die Aufführung bei den Salzburger Festspielen 1953 unter der Leitung von Wilhelm Furtwängler mit Cesare Siepi in der Titelpartie. Auf Ideen von Max Reinhardt aufbauend, wurde die Oper in der Felsenreitschule auf einer von Clemens Holzmeister gestalteten Simultanbühne dargestellt. Die Regie bei dieser für die Don-Giovanni-Interpretation bedeutsamen Inszenierung führte Herbert Graf.

## Berühmte Interpreten
Zu den berühmten Interpreten des Don Giovanni zählen Thomas Allen, Francisco d’Andrade (der die Rolle zum ersten Mal 1889 und zum letzten Mal 1919 verkörperte), Luigi Bassi, Dietrich Fischer-Dieskau, Rod Gilfry, Thomas Hampson, Simon Keenlyside, Ezio Pinza (der die Rolle mehr als zweihundertmal verkörperte), Ruggero Raimondi, Samuel Ramey, William Shimell,  Cesare Siepi, Bryn Terfel und Eberhard Waechter.

Berühmte Interpretinnen der Donna Anna waren Giulia Grisi, Jenny Lind, Rosina Penco, Lilli Lehmann, Rosa Ponselle, Joan Sutherland, Gundula Janowitz, Margaret Price, Arleen Augér, Edita Gruberová und Renée Fleming.

Berühmte Interpretinnen der Donna Elvira waren Lisa della Casa, Malin Hartelius, Pilar Lorengar, Elisabeth Schwarzkopf, Kiri Te Kanawa, Julia Varady und Teresa Żylis-Gara.

Berühmte Sänger des Don Ottavio waren Léopold Simoneau, Nicolai Gedda, Luigi Alva, Fritz Wunderlich, Alfredo Kraus, Stuart Burrows, Gösta Winbergh, Francisco Araiza, John Mark Ainsley, Mark Padmore und Michael Schade.
Berühmte Interpreten des Leporello sind unter anderen Walter Berry, Fernando Corena, Ferruccio Furlanetto, Erich Kunz, Rolando Panerai, Luca Pisaroni, Ildebrando D’Arcangelo und Anton Scharinger.

Die Rolle des Commendatore wurde unter anderen von Kurt Moll und Matti Salminen gesungen.

## Trivia
Hanns-Josef Ortheil greift in seinem Roman Die Nacht des Don Juan die Legende auf, nach der Giacomo Casanova am Libretto und der Regie der Uraufführung mitgewirkt haben soll. Begeistert von Mozarts Musik, aber unzufrieden mit dem Libretto, spinnt er eine Intrige, die Da Ponte zur Abreise zwingt und ihm selbst die Möglichkeit gibt, in der letzten Probenphase vor der Uraufführung entscheidend einzugreifen.
Der Diener Leporello ist aufgrund des von ihm erstellten Registers von Don Giovannis Liebschaften Namensgeber des Leporello, eines Heftes in Form eines vielfach z-förmig gefalteten Papier- oder Kartonstreifens (das sich auf der Bühne effektvoll entfalten lässt).
Die Librettisten der Oper Hoffmanns Erzählungen Michel Carré und Jules Paul Barbier (Musik Jacques Offenbach) berücksichtigten E.T.A. Hoffmanns Verehrung für Mozart, indem sie den Don Giovanni in die Contes d’Hoffmann einbauten. Während der Protagonist Hoffmann mit seinen Freunden in Lutters Taverne trinkt, singt gleichzeitig in einem anderen Theater die berühmte Sängerin Stella die Donna Anna in Mozarts Don Giovanni. Am Ende der Oper Hoffmanns Erzählungen erscheint Stella, um Hoffmann zu suchen.
In dem Kinofilm Sherlock Holmes: Spiel im Schatten besucht Dr. Moriarty in Paris die Oper Don Giovanni. Auf der Jagd nach ihm folgt ihm Holmes dorthin, als im 2. Akt die Statue bei Don Giovanni erscheint.

## Don Juan Archiv Wien
In Wien besteht seit 1987 das Don Juan Archiv Wien, welches seit 2007 öffentlich zugänglich ist. Es handelt sich um eine private Forschungsinstitution, die sich der Geschichte des Don-Juan-Stoffes bis zu Da Pontes und Mozarts Don Giovanni sowie der Rezeption dieser Oper widmet. Das Archiv ist Teil der Hollitzer Firmengruppe, der auch der Verlag Hollitzer angehört. Von diesem Verlag werden alle Publikationen des Archivs, die Forschungsberichte und die Zusammenfassungen der Symposien veröffentlicht. Gründer des Archivs ist der Theaterhistoriker Hans Ernst Weidinger, der 2002 Teile seiner Forschungsergebnisse in Form einer 16-bändigen Dissertation unter dem Titel Il Dissoluto Punito. Untersuchungen zur äußeren und inneren Entstehungsgeschichte von Lorenzo Da Pontes und Wolfgang Amadeus Mozarts Don Giovanni präsentierte. Gründungsdirektor des Archivs war der Theaterwissenschaftler Michael Hüttler (bis 2011). Seither wird das Archiv von Matthias J. Pernerstorfer geleitet.

## Aufnahmen
Don Giovanni ist vielfach auf Tonträger erschienen. Operadis nennt 194 Aufnahmen im Zeitraum von 1934 bis 2009. Daher werden im Folgenden nur die in Fachzeitschriften, Opernführern oder Ähnlichem besonders ausgezeichneten oder aus anderen Gründen nachvollziehbar erwähnenswerten Aufnahmen aufgeführt.
- 20. Januar 1934 (erste bekannte Aufnahme, live aus New York, unvollständig): Tullio Serafin (Dirigent), Orchester und Chor der Metropolitan Opera. Ezio Pinza (Don Giovanni), Emanuel List (Il Commendatore), Rosa Ponselle (Donna Anna), Tito Schipa (Don Ottavio), Maria Müller (Donna Elvira), Virgilio Lazzari (Leporello), Louis d’Angelo (Masetto), Edita Fleischer (Zerlina). Unique Opera Records Corporation UORC 216 (2 CD), House of Opera CD-ROM.[32]:11070
- 1936 (Opernwelt-CD-Tipp: „Historische Bedeutung“;[33] Mischfassung): Fritz Busch (Dirigent), Orchester und Chor des Glyndebourne Festival. John Brownlee (Don Giovanni), David Franklin (Il Commendatore), Ina Souez (Donna Anna), Koloman von Pataky (Don Ottavio), Luise Helletsgruber (Donna Elvira), Salvatore Baccaloni (Leporello), Roy Henderson (Masetto), Audrey Mildmay (Zerlina). EMI CD: 7 61030 2, EMI Références LP: C151-43057/9, Pearl CD: GEMM 9231, Naxos historical 8.110135-37, Cantus Classics 500935 (2 MP3CD). youtube[32]:11072
- 24. Juli 1956 (Opernwelt-CD-Tipp: „Historische Bedeutung“[33]; live aus Salzburg, Mischfassung, vollständig): Dimitri Mitropoulos (Dirigent), Wiener Philharmoniker, Chor der Wiener Staatsoper. Cesare Siepi (Don Giovanni), Gottlob Frick (Il Commendatore), Elisabeth Grümmer (Donna Anna), Léopold Simoneau (Don Ottavio), Lisa della Casa (Donna Elvira), Fernando Corena (Leporello), Walter Berry (Masetto), Rita Streich (Zerlina). Sony CD: SM3K 64 263, Replica LP: RPL 2422/25 (3 LP).[32]:11100
- 1959 (Opernwelt-CD-Tipp: „Referenz-Aufnahme“[33]; Gramophone-Empfehlung: „The Gramophone Choice“;[34] Mischfassung, vollständig): Carlo Maria Giulini (Dirigent), Philharmonia Orchestra London, Philharmonia Chorus London. Eberhard Waechter (Don Giovanni), Gottlob Frick (Il Commendatore), Joan Sutherland (Donna Anna), Luigi Alva (Don Ottavio), Elisabeth Schwarzkopf (Donna Elvira), Giuseppe Taddei (Leporello), Piero Cappuccilli (Masetto), Graziella Sciutti (Zerlina). EMI CD: 5 65567 2, EMI CD: 7 47260 8.[32]:11108
- Don Giovanni (Karajan 1985)
- Juli 1989 (Opernwelt-CD-Tipp: „DDD-Aufnahme“[33]; Prager Fassung): Arnold Östman (Dirigent), Orchester und Chor des Drottningholmer Schlosstheaters. Hakan Hagegaard (Don Giovanni), Kristinn Sigmundsson (Il Commendatore), Arleen Augér (Donna Anna), Nico van der Meel (Don Ottavio), Della Jones (Donna Elvira), Gilles Cachemaille (Leporello), Bryn Terfel (Masetto), Barbara Bonney (Zerlina). L’oiseau lyre CD: 425 943 2.[32]:11188
- Juli 1993 (Opernwelt-CD-Tipp: „künstlerisch wertvoll“[33]; Gramophone-Empfehlung: „Additional Recommendation“[34]; live, konzertant aus Ludwigsburg, Wiener Fassung, mit den Nummern 20–22 der Prager Fassung als Anhang): John Eliot Gardiner (Dirigent), English Baroque Soloists, Monteverdi Choir. Rodney Gilfrey (Don Giovanni), Andrea Silvestrelli (Il Commendatore), Ľuba Orgonášová (Donna Anna), Christoph Prégardien (Don Ottavio), Charlotte Margiono (Donna Elvira), Ildebrando D’Arcangelo (Leporello), Julian Clarkson (Masetto), Eirian James (Zerlina). Archiv CD: 445 870 2.[32]:11213
- Oktober 1996 (ECHO Klassik 1998: „Beste Operneinspielung“;[35] live, konzertant aus London, Mischfassung, ohne Rezitative nach Nr. 4 und 23): Georg Solti (Dirigent), London Philharmonic Orchestra, London Voices. Bryn Terfel (Don Giovanni), Mario Luperi (Il Commendatore), Renée Fleming (Donna Anna), Herbert Lippert (Don Ottavio), Ann Murray (Donna Elvira), Michele Pertusi (Leporello), Roberto Scaltriti (Masetto), Monica Groop (Zerlina). DECCA CD: 455 500-2, DECCA CD: 466 065-2.[32]:11223
- 2006 (Gramophone-Empfehlung: „Additional Recommendation“[34]; Wiener Fassung mit den Nummern 20–21 der Prager Fassung): René Jacobs (Dirigent), Freiburger Barockorchester, RIAS Kammerchor. Johannes Weisser (Don Giovanni), Alessandro Guerzoni (Il Commendatore), Olga Pasitschnyk (Donna Anna), Kenneth Tarver (Don Ottavio), Alexandrina Pendatchanska (Donna Elvira), Lorenzo Regazzo (Leporello), Nikolaj Borchev (Masetto), Sunhae Im (Zerlina). Harmonia Mundi HMC 801964.66 (3 CD).[32]:11261
- 2010 (Video; Gramophone-Empfehlung: „DVD / Blu-ray Recommendation“[34]; live): Wladimir Jurowski (Dirigent), Jonathan Kent (Inszenierung), Orchestra of the Age of Enlightenment, Glyndebourne Chorus. Gerald Finley (Don Giovanni), Brindley Sherratt (Il Commendatore), Anna Samuil (Donna Anna), William Burden (Don Ottavio), Kate Royal (Donna Elvira), Luca Pisaroni (Leporello), Guido Loconsolo (Masetto), Anna Virovlansky (Zerlina). EMI 072017-9.[34]

## Verfilmungen
(Auswahl)
- Don Giovanni (1955), Aufnahme von den Salzburger Festspielen 1954, Musikalische Leitung: Wilhelm Furtwängler, Bühnen-Regie: Herbert Graf, Film-Regie und Produktion: Paul Czinner, DVD bei Deutsche Grammophon. youtube
- Don Giovanni, Komische Oper Berlin 1966, Musikalische Leitung: Zdeněk Košler, Bühnen-Regie: Walter Felsenstein, DVD bei Arthaus Musik (Walter Felsenstein Edition).
- Don Giovanni (1979), Regie: Joseph Losey, Musikalische Leitung: Lorin Maazel, Spielfilm, Frankreich/Italien/Großbritannien 1978, DVD bei Concorde 2006; mit Ruggero Raimondi, John Macurdy, Kiri Te Kanawa, Edda Moser, José van Dam u. a.
- Don Giovanni, Teatro alla Scala 1987, Musikalische Leitung: Riccardo Muti, DVD bei opusarte, mit Thomas Allen, Edita Gruberová, Ann Murrey, Claudio Desderi u. a.
- Don Giovanni, 1989, Regie Peter Sellars, Musikalische Leitung Craig Smith, DVD bei Decca.
- Don Giovanni, Zürcher Opernhaus 1991, Musikalische Leitung: Daniel Barenboim, DVD bei Naxos Deutschland.
- Don Giovanni, Glyndebourne Festival 1995, Musikalische Leitung: Yakov Kreizberg, Bühnen-Regie: Deborah Warner, DVD bei Warner Music Group.
- Don Giovanni mit Marionetten, 1995, DVD bei membran International.
- Don Giovanni, Zürcher Opernhaus 2001, Musikalische Leitung: Nikolaus Harnoncourt, Bühnen-Regie: Jürgen Flimm, DVD bei Arthaus Musik, mit Rodney Gilfry, Isabel Rey, László Polgár, Cecilia Bartoli.[36]
- Juan, Kinofilm 2010, Regie: Kasper Holten, Musikalische Leitung: Lars Ulrik Mortensen, mit Christopher Maltman, Mikhail Petrenko.[37]